# Сале, Карл Теодор
Карл Теодор Сале (дат. Carl Theodor Zahle; 19 января 1866 — 3 февраля 1946) — датский юрист и политик, глава правительства страны в 1909—1910 и 1913—1920. Был страстным борцом за мир, 1905 году стал соучредителем партии Радикальная Венстре. В течение многих лет занимал должность министра юстиции. С 1936 до 1945 года был членом правления все датского ежедневника Politiken.

## Биография
Родился в Роскилле в семье сапожника Кристиана Лорица Готтлиба Сале и его жены Карен Эмилии. Смолоду интересовался политикой, позиционировал себя убежденным демократом в оппозиции к правительству Эструпа. 1890 году получил степень в области права, некоторое время работал в газетах. 1894 сдал экзамен в высшие суды.

## Политическая карьера
1895 года был избран в нижнюю палату датского парламента. 1901 стал членом парламентского финансового комитета. Свой мандат хранил в 1928, после чего был избран в Ландстинг — верхней палаты парламента. Там он работал до 1939 года.
После споров с Йенсом Кристинсеном по поводу оборонного бюджета Сале вместе с другими недовольными членами Венстре создали новую политическую силу — Социальную либеральную партию (Радикальную Венстре), которую он и возглавил 1905 года. 1909 получил возможность сформировать правительство меньшинства, но уже в следующем году был вынужден сложить полномочия в связи с поражением его партии на выборах.
1913 года социальные либералы вместе с социал-демократами образовали большинство в нижней палате, а Сале возглавил правительство, руководившее страной до 1920 года.
Сале возглавлял правительство во время Первой мировой войны, поэтому основной его целью было поддержание нейтралитета страны. Ему это удалось благодаря усилиям министра иностранных дел Эрика Скавениуса. Впрочем, хоть Дания и была нейтральной, все же она испытывала дефицит товаров и материалов, поэтому регулирование экономики стало необходимым.
После войны оппозиция имела накопленный гнев по отношению к правительству. Зале обвиняли в чрезмерно дружеском отношении к Германии во время войны, а также в чрезмерном регулировании экономики, что снизило доходы частного бизнеса. Кроме того возник вопрос относительно северного Шлезвига и, в частности, Фленсбурга. Под давлением оппозиции Сале должен был назначить внеочередные выборы, впрочем он отказался это делать. После этого король отправил его в отставку, что привело к политическому кризису, поскольку большинство считало, что Кристиан X действовал неконституционно.